# Castello di Conisbrough
Il castello di Conisbrough è un antico maniero del XII secolo sito nella cittadina di Conisbrough, non lontano da Doncaster, nella regione inglese del South Yorkshire. Oggi rimangono le rovine di quello che era il castello. Negli anni novanta vennero iniziati importanti lavori di ristrutturazione che hanno permesso una buona conservazione di ciò che rimane del maniero. Oggi è una delle maggiori mete turistiche dello Yorkshire del Sud. Il castello è gestito ed amministrato dall'associazione The Ivanhoe Trust.

## Storia

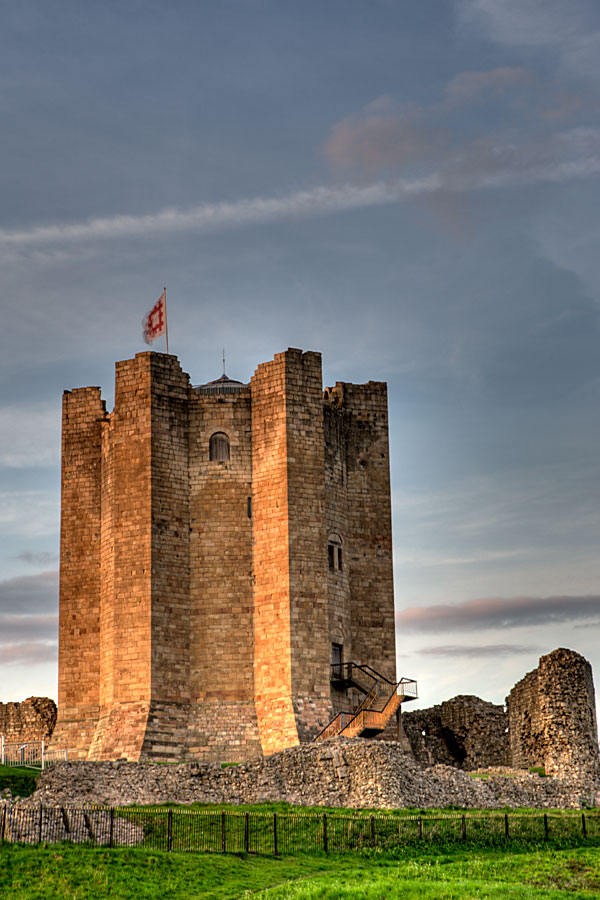

Il castello fu eretto probabilmente da Hamelin de Warenne sulle rovine di un precedente maniero di epoca normanna. La famiglia Warenne possedeva anche Sandal Castle nel Wakefield e Lewes Castle nel Sussex. Alla morte di John de Warenne, VIII conte del Surrey nel 1347 senza prole, i possedimenti dello Yorkshire passarono alla Corona.
Passato così il castello al re, Edoardo III Plantageneto ne fece dono al figlio, Edmondo Plantageneto, I duca di York. Durante la minore età del duca fu la madre, la regina Filippa, ad amministrare il castello. Negli anni che seguirono il castello ebbe numerosi proprietari sino al 1495, anno in cui tornò ad essere un possedimento della Corona.
Il nome Conisbrough deriva dall'anglo-sassone Cyningesburh, "difensore del re". Prima della conquista normanna dell'Inghilterra il maniero era abitata dal re sassone d'Inghilterra Aroldo II.